# ビデオフォーカス
株式会社ビデオフォーカス（英: VIDEO FOCUS）は、主にテレビ番組や映画の撮影技術や映像編集に行われる制作会社である。

## 役員
- 代表取締役社長：竹村淳子

## 所属スタッフ

### 撮影部
カメラマン
- 深野雄一
- 磯貝喜作
- 出口朝彦
- 中島敬
- 生野美智信
- 細田惇

VE
- 角本輝夫
- 中塚政明
- 古川明 (チャーシュー)
- 早川裕樹

照明部
- 金子拓矢
- 福田実江子
- 栗林映見里
- 吉田真矢
- 柴田侑季
- 塙秀彦

### 編集部
編集
- 佐藤利史
- 安藤圭汰
- 綿引裕美

MA
- 河野弘貴
- 池田古都美

### 制作部
- 大久保直実 (プロデューサー)

## 主な作品
凡例
太字：現在放映中の作品または、これから放映する作品。
無：全般担当（制作/技術/編集）
※：撮影技術/編集担当
◎：撮影技術のみ担当
☆：編集のみ担当。